# Murjani WTA Championships 1980
Murjani WTA Championships 1980 — жіночий тенісний турнір, що проходив на відкритих кортах з ґрунтовим покриттям Amelia Island Plantation на острові Амелія (США) в рамках Туру WTA 1980. Турнір відбувся вперше і тривав з 15 квітня до 20 квітня 1980 року. Перша сіяна Мартіна Навратілова здобула титул в одиночному розряді й отримала за це 20 тис. доларів США.

## Фінальна частина

### Одиночний розряд
Мартіна Навратілова —  Гана Мандлікова 5–7, 6–3, 6–2
- Для Навратілової це був 7-й титул в одиночному розряді за сезон і 41-й — за кар'єру.

### Парний розряд
Розмарі Касалс /  Ілана Клосс —  Кеті Джордан /  Пем Шрайвер 7–6(7–5), 7–6(7–3)
- Для Касалс це був 4-й титул в парному розряді за сезон і 112-й — за кар'єру. Для Клосс це був 4-й титул в парному розряді за сезон і 23-й — за кар'єру.